# Ansitz De Campi

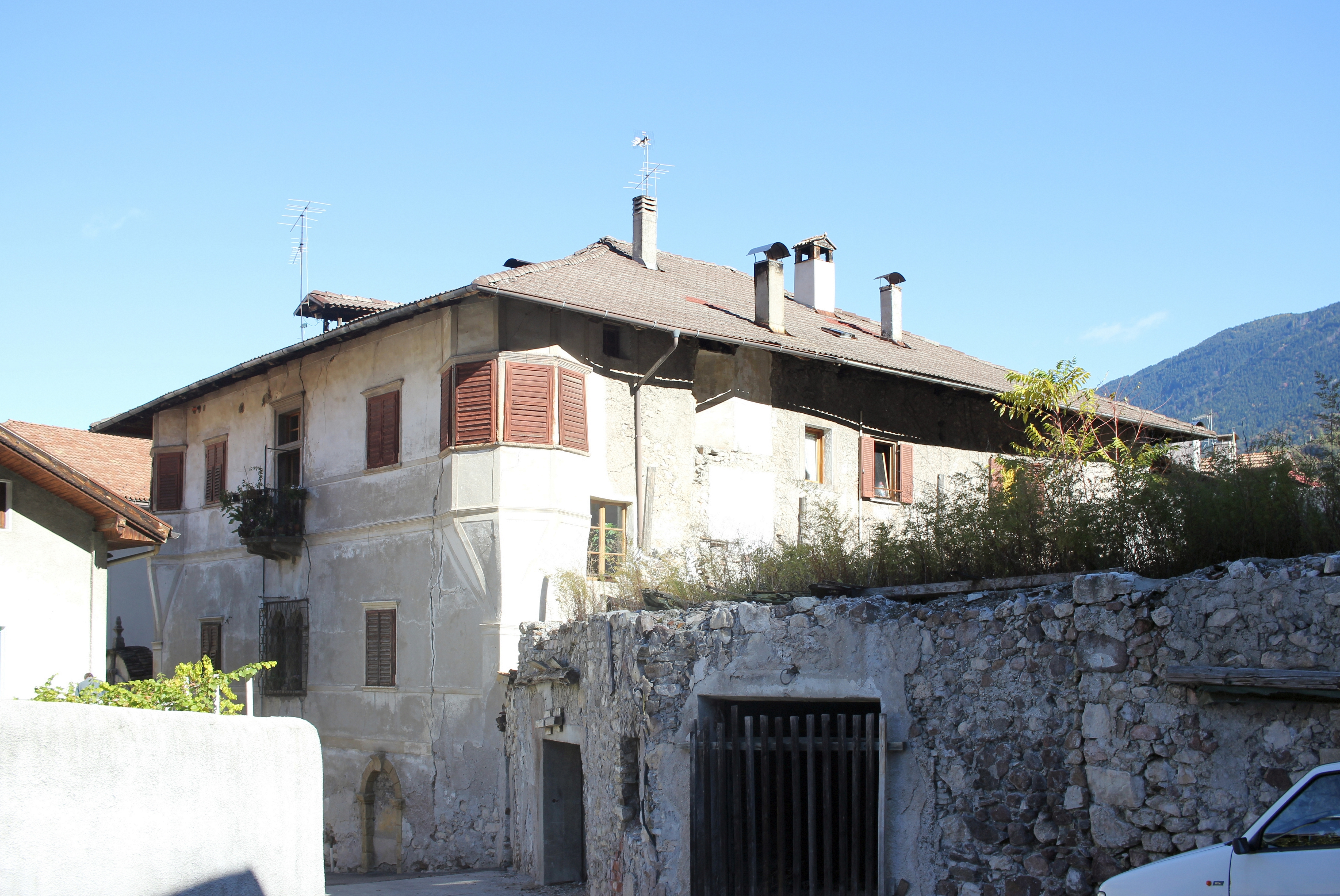
Ansitz De Campi in Salurn

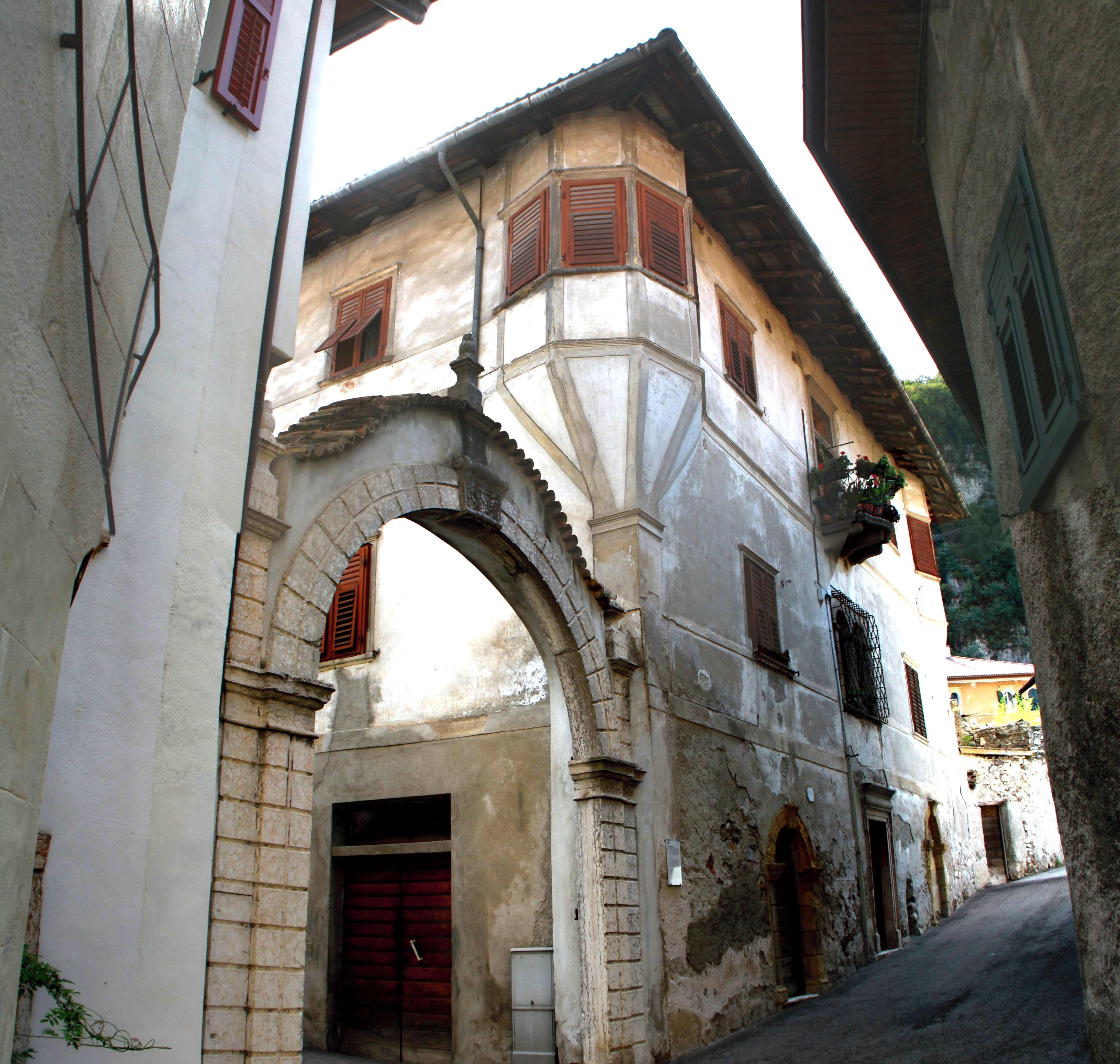
Rundbogentor und Erker

Der Ansitz De Campi ist ein alter Edelsitz und geschütztes Baudenkmal in der Gemeinde Salurn in Südtirol.

## Geschichte
Das Anwesen in der Garibaldistraße 13 in Salurn stammt im Kern aus dem 16. Jahrhundert. Seinen Namen verdankt es dem aus dem Hochstift Trient stammenden Adelsgeschlecht Campi von Heiligenberg. Im 17. Jahrhundert fungierte Pankraz Campi von Heiligenberg als Pfleger von Salurn. Das Renaissancegebäude besitzt steingerahmte Fenster und Türen, Doppelbogenfenster sowie im dritten Stockwerk an den Ecken zwei polygonale Erker. Die Jahreszahl 1563 an einer Kellertüre weist auf die Entstehungszeit des Gebäudes hin. Der Eingang erfolgt über ein seitliches Rundbogentor mit Wappenstein (Wappen der Familie Campi), das mit dem Ansitz Wohlgemuth verbunden ist. Am 16. Juni 1975 stellte das Südtiroler Landesdenkmalamt den Ansitz unter Denkmalschutz.